# Filosofia nell'antico Egitto
(Plutarco, De Iside et Osiride)

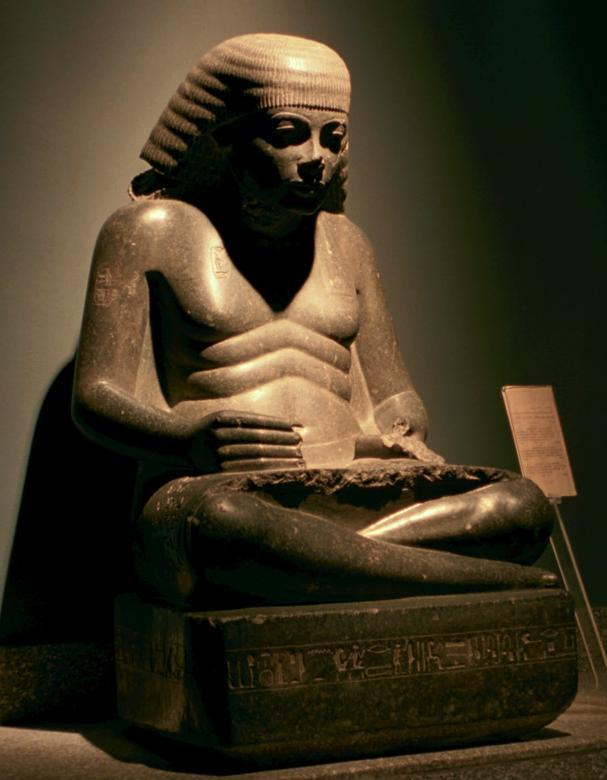
Statua di Amenhotep, figlio di Hapu, scrivente. Ritenuto uno dei più grandi sapienti della sua epoca, fu divinizzato dopo la morte. Museo di Luxor.

Si sono conservate esigue testimonianze della filosofia nell'antico Egitto, ma esiste un dibattito circa le similitudini tra le informazioni disponibili e alcuni loro parallelismi con l'antica filosofia greca.
Nonostante il parere contrario di alcuni studiosi, la posizione di maggior parte del mondo accademico è che non siano rintracciabili influenze tra la filosofia egizia e quella greca, né tantomeno indizi di un suo ascendente sullo sviluppo della filosofia occidentale od orientale, anche se il noto egittologo statunitense James Henry Breasted ebbe modo di scrivere: 
(James Henry Breasted)

## Filosofi
I più notevoli filosofi egizi di cui si abbia oggi notizia furono Imhotep, Ptahhotep e Amenhotep; si conoscono anche altri scrittori, sacerdoti o politici venerati come sapienti, fra cui Hekaib, Amenemope figlio di Kanakht, Petosiris, l'ignoto compilatore dello scritto intitolato Insegnamento di Ankhsheshonq e il leggendario Sonchis di Sais (Σῶγχις ὁ Σαΐτης; menzionato solo da autori greci, cioè da Platone e Plutarco). 

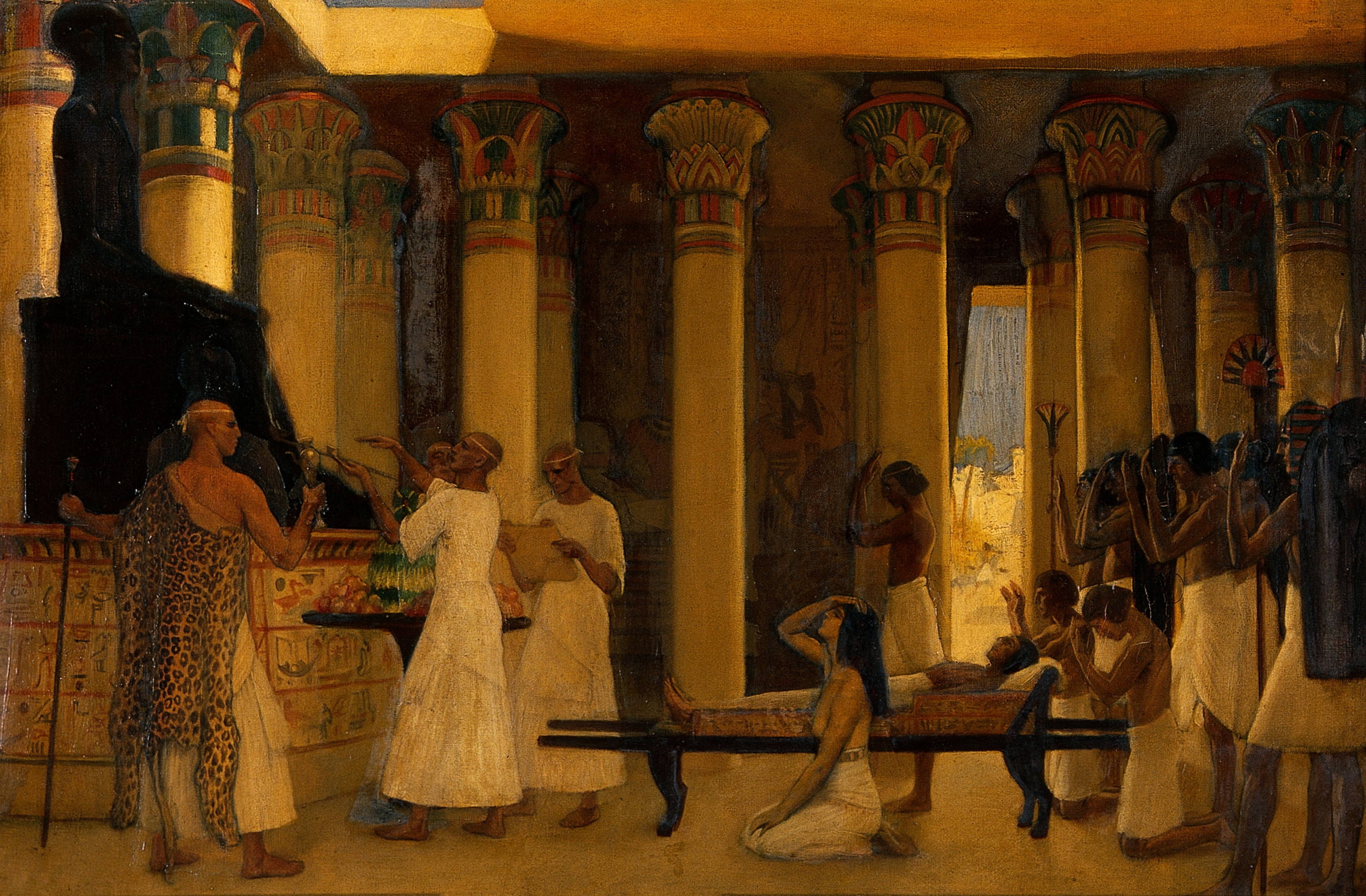
Ernest Board, Un'invocazione a Imhotep, il dio egizio della medicina, ca. 1912, Wellcome Library, Londra. Quest'opera mostra Imhotep già divinizzato.

### Imhotep (III dinastia)
Nato a Menfi nel XXVII secolo a.C., Imhotep ebbe vasta fama come architetto, astrologo, medico e visir. Figlio dell'architetto Kanefer e di Khreduonkh, è ritenuto il progettatore della prima piramide, la Piramide a gradoni del faraone Djoser (2680 - 2660 a.C.), della III dinastia, a Saqqara: originariamente progettata come una grande mastaba tradizionale d'area quasi quadrata, Imhotep vi fece sovrapporre altre cinque mastabe, sempre più piccole. Nacque così la prima piramide egizia a gradoni. 

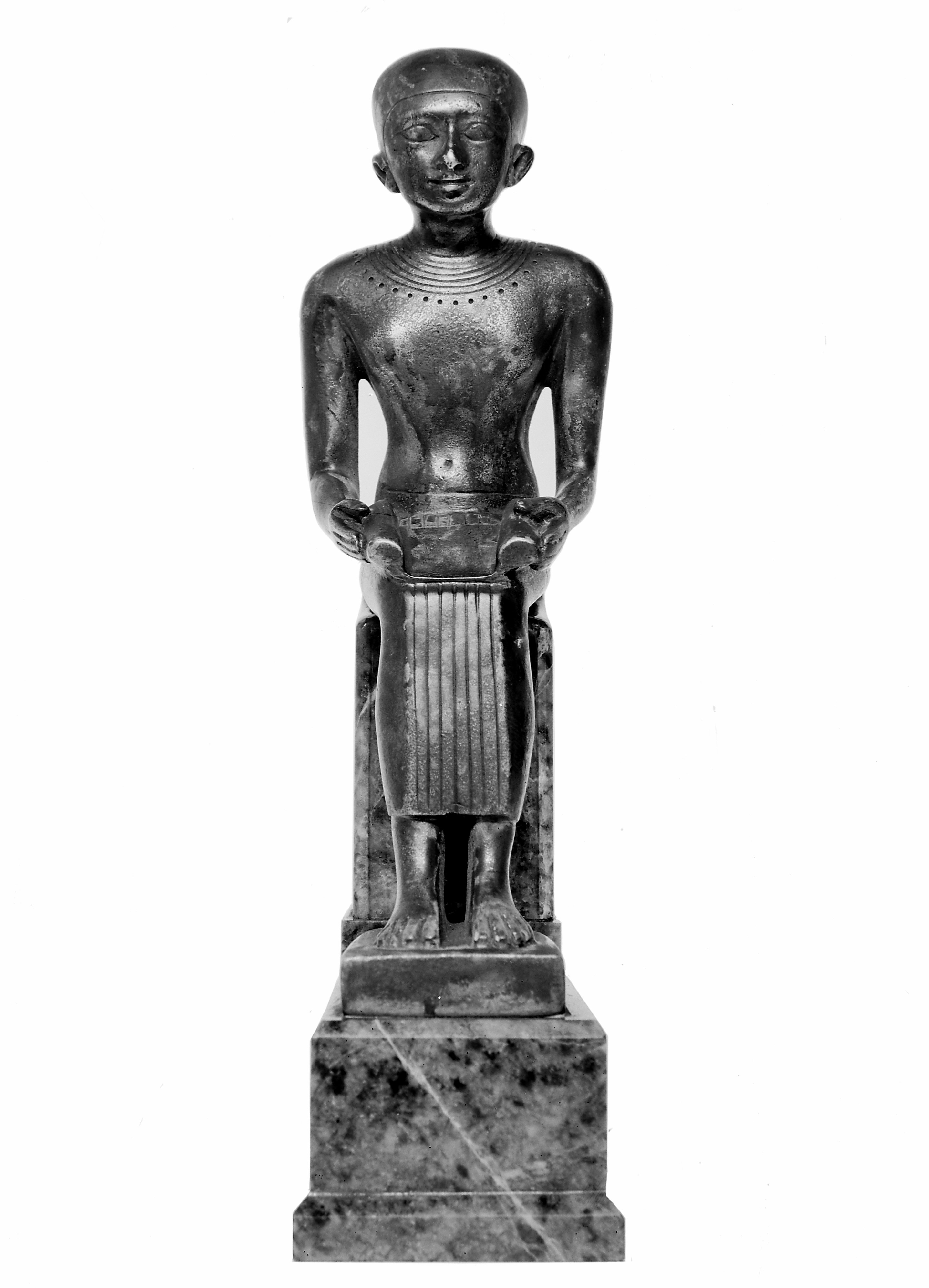
Statuetta in argento di Imhotep divinizzato. Wellcome Library, Londra.

Ricoprì il ruolo di visir, la seconda carica politica del Paese, unitamente ai titoli di "Capo del Cantiere navale del re" e "Ispettore di tutte le Opere in pietra". È possibile che Imhotep compaia nel celebre Papiro Westcar, e precisamente nel racconto chiamato Cheope e il mago. Ma, essendo lacunosa la parte iniziale del papiro, il suo nome risulta mancante. Un papiro proveniente dall'antico tempio egizio di Tebtunis, risalente al II secolo a.C., riporta in scrittura demotica una narrazione su Djoser e Imhotep. Ai tempi di Djoser, Imhotep ebbe un'importanza e una fama tali da venire menzionato sulle statue del faraone nella necropoli di Saqqara. 
Fu inoltre ritenuto uno dei più grandi medici dell'antico Egitto - soprattutto da parte dell'archeologo James Henry Breasted - in quanto autore di un trattato medico emancipato dal pensiero magico: il cosiddetto Papiro Edwin Smith, che contiene osservazioni d'anatomia e vari disturbi con le relative cure. La copia sopravvissuta, conservata presso la New York Academy of Medicine, fu probabilmente realizzata intorno al 1700 a.C. e riporterebbe un testo risalente a un millennio prima. Comunque, tale attribuzione rimane puramente speculativa. L'egittologo statunitense James Peter Allen ha osservato:
(James Peter Allen)

Durante la III dinastia, periodo particolarmente produttivo per la tecnica egizia, si sentì la necessità di aumentare il numero di eroi e di divinità con il crescere del numero delle arti pratiche. Tra le divinità da invocare in caso di necessità si scelse Imhotep: era possibile per i comuni mortali diventare divinità in quanto il loro ka (la parte di anima che sopravvive alla morte) poteva essere deificato. Nelle numerose statuette bronzee rappresentanti il suo passaggio da semidio a dio, Imhotep presenta chiari segni delle sue origini umane: appare come un saggio seduto su un trono, privo dello scettro o della barba, elementi rappresentativi delle divinità.  

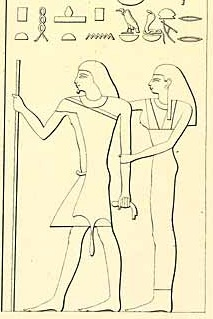
Copia di un rilievo raffigurante Ptahhotep e sua moglie Khemerernebti, dalla loto tomba a Saqqara.

### Ptahhotep (V dinastia)
Ptahhotep, come il Imhotep, fu visir del faraone Djedkara Isesi tra la fine del XXV e l'inizio del XXIV secolo a.C. Ptahhotep è noto grazie a un suo scritto d'etica e filosofia morale, intitolato appunto Massime di Ptahhotep. Quest'opera, che si ritiene sia stata compilata da suo nipote Ptahhotep Tshefi, si compone di 37 massime rivolte al figlio, Akhethotep, concernenti il comportamento da tenere in varie questioni pratiche, così come raccomandazioni d'ordine etico. Ptahhotep fornisce consigli su argomenti come la devozione dovuta agli dei, la felice vita matrimoniale, il rispetto per chi non ha figli, il senso della misura, la conversazione, il rimpianto, l'avidità, il valore del silenzio, i bisogni del popolo, la condotta dei magistrati, l'imparzialità, l'indulgenza, la maldicenza, l'alimentazione, l'amicizia e, infine, la bontà. 
Alcuni studiosi ritengono le Massime di Ptahhotep di molto precedenti il XXV secolo a.C. Ad esempio, lo storico Will Durant, vincitore del Premio Pulitzer nel 1968, nella sua monumentale The Story of Civilization in 11 volumi, ascrive questa opera al 2880 a.C., sostenendo inoltre che Ptahhotep potrebbe essere considerato il primo filosofo della storia, per aver scritto i frammenti più antichi a noi noti di filosofia morale. 

### Amenhotep, figlio di Hapu (XVIII dinastia)

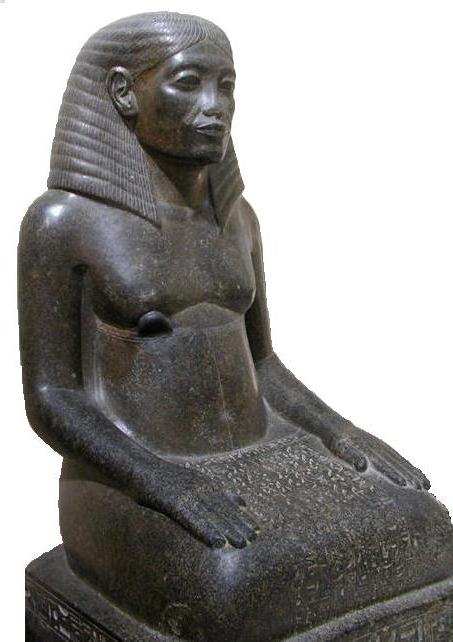
Statua di Amenhotep, figlio di Hapu, intento alla lettura. Museo egizio del Cairo.

Anche Amenhotep, figlio di Hapu, fu visir e un architetto, nel corso del lungo regno di Amenofi III (ca. 1388 - 1350 a.C.). Fu venerato, anche alla corte reale, come un grande sapiente, un filosofo profondo e un saggio. Esperto scriba ed esegeta delle scritture sacre, devoto a Thot, il dio della conoscenza, fu incaricato dell'educazione della principessa reale Sitamon, dell'organizzazione del grande giubileo-sed di Amenofi III e della progettazione del Tempio di Soleb,  e il Tempio di Sedeinga, dedicato alla Grande sposa reale Tiy, entrambi nell'Alta Nubia, e di parte del grande Tempio di Luxor. Visse fino all'età di 81 anni, inconsueta all'epoca. Godette dell'onore impareggiabile di avere proprie statue esposte in diversi templi, tra cui quello di Karnak; il testo di una di queste sculture - illuminante sul ruolo di intermediario tra gli uomini e gli dei assunto da Amenhotep - recita: 
L'iscrizione di un suo colosso posto in epoca tolemaica davanti a un pilone del Tempio di Karnak, invece, riporta queste parole:
Addirittura, in un testo nella Cappella del villaggio operaio di Deir el-Medina, dove era molto venerato insieme a Imhotep come protettore dei costruttori, Amenhotep è così descritto:

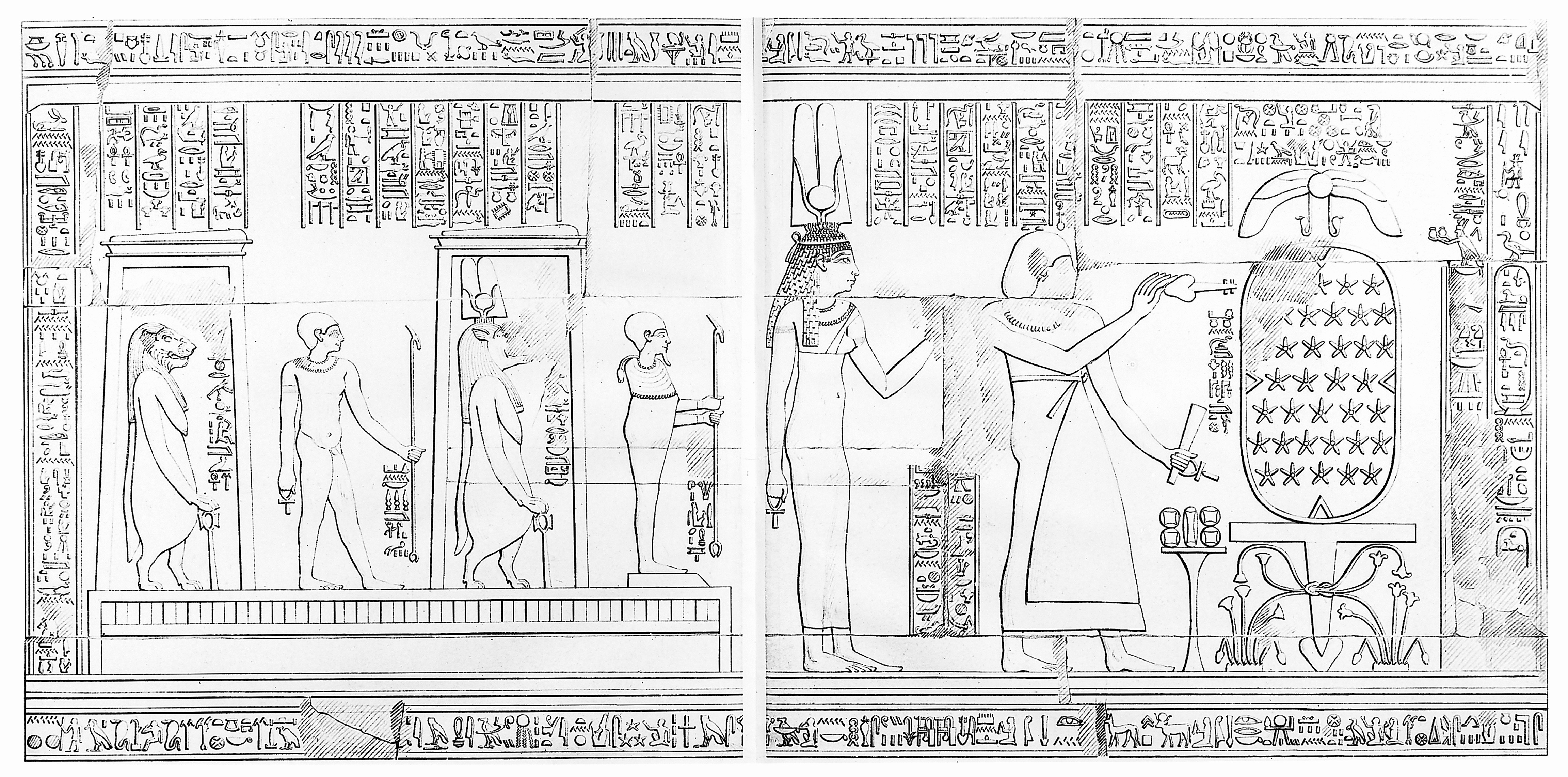
Copia di un rilievo all'interno del Tempio di Deir el-Bahari, raffigurante, da destra, Amenhotep, figlio di Hapu, seguìto dalla dea Hathor e da statue di divinità quali Ptah e Tueret.

### Amenemope, figlio di Kanakht (XX dinastia)
Allo scriba Amenemope figlio di Kanakht, vissuto intorno al 1100 a.C., è attribuibile lo scritto noto come Insegnamento di Amenemope, un testo sapienziale d'epoca ramesside. Visse ai tempi della XX dinastia egizia, cioè al tramonto del Nuovo Regno, nella città di Akhmim, capitale del IX nòmo dell'Alto Egitto. La sua opera si presenta nella forma tradizionale degli insegnamenti di un padre a un figlio su come vivere con bontà e moralità ma, a differenza di buona parte dei testi simili, la materia è esplicitamente suddivisa in 30 capitoli. 
L'Insegnamento di Amenemope condividerebbe alcuni temi con la letteratura sapienziale coeva in altre culture del Vicino Oriente antico come Babilonia e Israele; sono stati notati parallelismi i libri biblici quali Proverbi, Ecclesiaste e Siracide - che forse ebbero l'influsso diretto di traduzioni ebraiche dell'Insegnamento di Amenemope. Il passaggio del Libro dei Proverbi che si estende tra Proverbi 22:17 e 23:11 presenta una forte somiglianza con il testo dello scriba Amenemope. La datazione dell'Insegnamento al 1100 a.C. lo pone anteriormente alla redazione di ogni parte della Bibbia, ed egittologi come James Henry Breasted attribuisce all'opera di Amenemope una profonda influenza sull'etica occidentale e lo sviluppo della religione, dal momento che gli antichi ebrei avrebbero letto l'Insegnamento, il quale sarebbe confluito, talvolta letteralmente, in vari libri della Bibbia: 
(James Henry Breasted)

### Sonchis di Sais (VII/VI secolo a.C.)

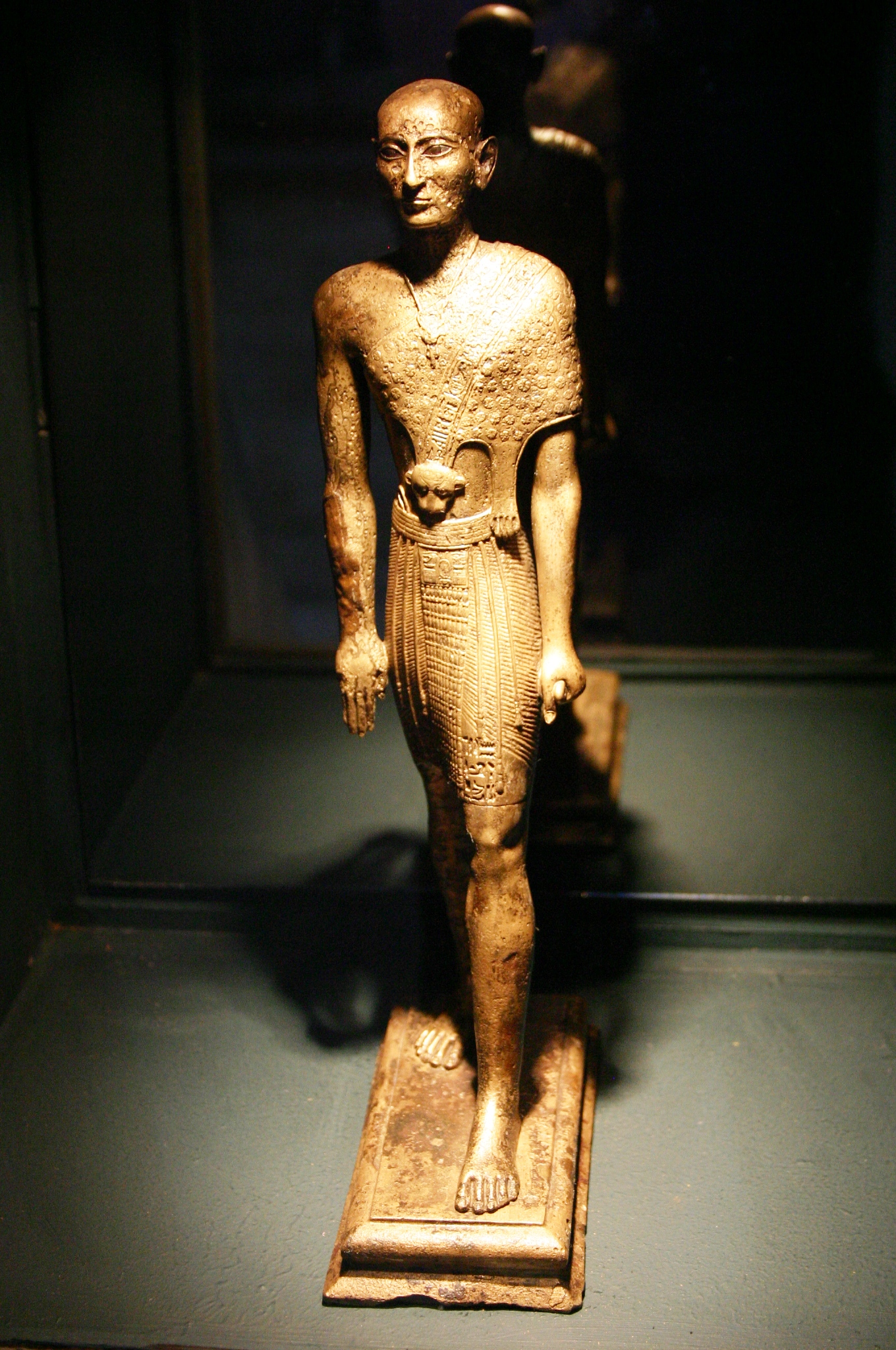
Statuetta in bronzo di un sacerdote egizio del VI secolo a.C., epoca in cui sarebbero avvenuti molti contatti fra filosofi greci ed esponenti del clero egizio. Museo archeologico di Efeso.

Sonchis di Sais, detto anche Sonchis il Saita (in greco: Σῶγχις ὁ Σαΐτης) fu un sacerdote egizio menzionato in vari scritti d'antichi autori greci come relatore del mito di Atlantide. La sua effettiva esistenza storica è oggetto di dibattito. I dialoghi platonici Timeo e Crizia, scritto intorno al 360 a.C., narrano (attraverso il personaggio di Crizia) dell'incontro tra il legislatore e filosofo ateniese Solone (638 - 558 a.C.), allora in viaggio in Egitto, e precisamente nella città di Sais, e un vecchissimo sacerdote della dea Neith, il quale gli avrebbe narrato che 9000 anni prima Atene era stata in conflitto con la potenza di Atlantide, ma che quest'ultima fu poi distrutta da un disastro naturale. 
[...] 
In tempi successivi, però essendosi verificati terribili terremoti e diluvi, nel corso di un giorno e di una notte, tutto il complesso dei vostri guerrieri di colpo sprofondò sotto terra, e l’Isola di Atlantide, allo stesso modo sommersa dal mare, scomparve. (25C-D)»
(Platone, Timeo.)
Il dialogo di Platone non menziona il nome del sacerdote di Neith, ma Plutarco (46 - 120 d.C.), nella sua Vita di Solone, all'interno delle Vite parallele,  identifica l'anziano sacerdote con Sonchis. 
(Plutarco, Vita di Solone)
Plutarco fornisce un excursus più dettagliato dei filosofi greci che viaggiarono in Egitto e vennero in contatto con i sapienti egizi nel suo trattato De Iside et Osiride, dove narra che Talete di Mileto, Eudosso di Cnido, Solone di Atene, Pitagora di Samo, Platone (e forse anche Licurgo di Sparta) visitarono la valle del Nilo e consversarono con i sacerdoti. Eudosso sarebbe stato istruito da Chonufis di Menfi, Solone da Sonchis di Sais e Pitagora da Enufis di Eliopoli.